# Rising Tide 2019
Questa voce raccoglie le informazioni riguardanti il Rising Tide nelle competizioni ufficiali della stagione 2019.

## Organigramma societario
Area direttiva
- Presidente: ?

Area tecnica
- Allenatore: Hudson Bates

## Rosa
| N° | Nome               | Ruolo | Data di nascita   | Nazionalità sportiva |
| -- | ------------------ | ----- | ----------------- | -------------------- |
| 1  | Niko Kamberos      | S     | 7 luglio 1990     | Stati Uniti          |
| 2  | Adam Wessel        | L     | 26 marzo 1997     | Stati Uniti          |
| 3  | Aaron Samarin      | L     | 22 giugno 1995    | Stati Uniti          |
| 4  | Conor Martin       | P     | 12 agosto 1985    | Stati Uniti          |
| 5  | Brandon Directo    | S     | 20 giugno 1988    | Stati Uniti          |
| 6  | Ryan Redira        | L     | 29 gennaio 1990   | Stati Uniti          |
| 7  | Luke Spicer        | O     | 29 maggio 1997    | Stati Uniti          |
| 8  | Adam Eboli         | C     | 3 settembre 1997  | Stati Uniti          |
| 9  | Collin Mahan       | S     | 30 gennaio 1997   | Stati Uniti          |
| 10 | Anthony Hock       | S     | 23 febbraio 1990  | Stati Uniti          |
| 11 | Quin Krisik        | P     | 13 febbraio 1996  | Stati Uniti          |
| 12 | Matthew Kinnebrew  | S     | 27 giugno 1994    | Stati Uniti          |
| 13 | Keith Smith        | P     | 27 dicembre 1991  | Stati Uniti          |
| 14 | Ryan Windisch      | L     | 10 marzo 1992     | Stati Uniti          |
| 15 | Dominic Lile       | P     | 9 febbraio 1992   | Stati Uniti          |
| 16 | Garrett Lough      | C     | 1º gennaio 1987   | Stati Uniti          |
| 17 | Joseph Bortak      | C     | 18 febbraio 1993  | Stati Uniti          |
| 18 | Trevor Weiskircher | S     | 27 giugno 1994    | Stati Uniti          |
| 19 | Michael Wexter     | O     | 4 luglio 1997     | Stati Uniti          |
| 20 | Puna Kaniho        | P     | 11 aprile 1995    | Stati Uniti          |
| 21 | Alexander Shmelev  | C     | 12 settembre 1993 | Stati Uniti          |
| 22 | Gus Tuaniga        | S     | 27 settembre 1990 | Stati Uniti          |
| 23 | Eric Daliege       | C     | 30 aprile 1990    | Stati Uniti          |
| 24 | Mark Metrakos      | C     | 16 maggio 1991    | Stati Uniti          |
| 26 | Parker Swartz      | C     | 9 ottobre 1996    | Stati Uniti          |
| 27 | Sean Saxton        | C     | 15 ottobre 1992   | Stati Uniti          |
| 28 | Erik Jansen        | O     | 24 giugno 1991    | Stati Uniti          |
| 29 | Nick Hunt          | O     | 21 luglio 1991    | Stati Uniti          |
| 96 | Garrett Komisarek  | L     | 29 agosto 1992    | Stati Uniti          |

## Statistiche

### Statistiche di squadra
| Competizione | Punti | In casa | In casa | In casa | In trasferta | In trasferta | In trasferta | Totale | Totale | Totale |
| Competizione | Punti | G       | V       | P       | G            | V            | P            | G      | V      | P      |
| ------------ | ----- | ------- | ------- | ------- | ------------ | ------------ | ------------ | ------ | ------ | ------ |
| NVA          | 11    | 0       | 0       | 0       | 0            | 0            | 0            | 14     | 4      | 10     |
| Totale       | -     | 0       | 0       | 0       | 0            | 0            | 0            | 14     | 4      | 10     |

G = partite giocate; V = partite vinte; P = partite perse

### Statistiche dei giocatori
| Giocatore      | NVA | NVA | NVA | NVA | NVA | Totale | Totale | Totale | Totale | Totale |
| Giocatore      | P   | PT  | AV  | MV  | BV  | P      | PT     | AV     | MV     | BV     |
| -------------- | --- | --- | --- | --- | --- | ------ | ------ | ------ | ------ | ------ |
| J. Bortak      | 8   | 71  | 57  | 10  | 4   | 8      | 71     | 57     | 10     | 4      |
| E. Daliege     | 2   | 8   | 5   | 3   | 0   | 2      | 8      | 5      | 3      | 0      |
| B. Directo     | 5   | 54  | 47  | 4   | 3   | 5      | 54     | 47     | 4      | 3      |
| A. Eboli       | 3   | 11  | 6   | 5   | 0   | 3      | 11     | 6      | 5      | 0      |
| A. Hock        | 8   | 10  | 8   | 0   | 2   | 8      | 10     | 8      | 0      | 2      |
| N. Hunt        | 2   | 44  | 41  | 2   | 1   | 2      | 44     | 41     | 2      | 1      |
| E. Jansen      | 3   | 33  | 29  | 2   | 2   | 3      | 33     | 29     | 2      | 2      |
| N. Kamberos    | 3   | 18  | 18  | 0   | 0   | 3      | 18     | 18     | 0      | 0      |
| P. Kaniho      | 3   | 3   | 1   | 0   | 2   | 3      | 3      | 1      | 0      | 2      |
| M. Kinnebrew   | 3   | 13  | 12  | 1   | 0   | 3      | 13     | 12     | 1      | 0      |
| G. Komisarek   | 3   | 0   | 0   | 0   | 0   | 3      | 0      | 0      | 0      | 0      |
| Q. Krisik      | 3   | 2   | 1   | 0   | 1   | 3      | 2      | 1      | 0      | 1      |
| D. Lile        | 2   | 6   | 2   | 4   | 0   | 2      | 6      | 2      | 4      | 0      |
| G. Lough       | 4   | 24  | 15  | 7   | 2   | 4      | 24     | 15     | 7      | 2      |
| C. Mahan       | 8   | 121 | 102 | 13  | 6   | 8      | 121    | 102    | 13     | 6      |
| C. Martin      | 8   | 8   | 3   | 3   | 2   | 8      | 8      | 3      | 3      | 2      |
| M. Metrakos    | 3   | 29  | 16  | 7   | 6   | 3      | 29     | 16     | 7      | 6      |
| R. Redira      | 9   | 0   | 0   | 0   | 0   | 9      | 0      | 0      | 0      | 0      |
| A. Samarin     | 8   | 0   | 0   | 0   | 0   | 8      | 0      | 0      | 0      | 0      |
| S. Saxton      | 5   | 20  | 10  | 8   | 2   | 5      | 20     | 10     | 8      | 2      |
| A. Shmelev     | 4   | 19  | 14  | 4   | 1   | 4      | 19     | 14     | 4      | 1      |
| K. Smith       | 6   | 12  | 6   | 6   | 0   | 6      | 12     | 6      | 6      | 0      |
| L. Spicer      | 3   | 36  | 30  | 4   | 2   | 3      | 36     | 30     | 4      | 2      |
| P. Swartz      | 5   | 22  | 13  | 3   | 6   | 5      | 22     | 13     | 3      | 6      |
| G. Tuaniga     | 3   | 32  | 23  | 2   | 7   | 3      | 32     | 23     | 2      | 7      |
| T. Weiskircher | 9   | 106 | 94  | 6   | 6   | 9      | 106    | 94     | 6      | 6      |
| A. Wessel      | 4   | 0   | 0   | 0   | 0   | 4      | 0      | 0      | 0      | 0      |
| M. Wexter      | 6   | 97  | 83  | 8   | 6   | 6      | 97     | 83     | 8      | 6      |
| R. Windisch    | 1   | 1   | 1   | 0   | 0   | 1      | 1      | 1      | 0      | 0      |

P = presenze; PT = punti totali; AV = attacchi vincenti; MV = muri vincenti; BV = battute vincenti